# Отнога (приток Утяка)
Отнога — ручей в Кетовском районе Курганской области. Правый приток реки Утяк. 
Исток в 1,5 км севернее деревни Лиственная. В верховьях расположен пруд, от истока течёт преимущественно на север. Далее на ручье еще один пруд. Затем принимает справа несколько мелких пересыхающих притоков, поворачивает на запад, проходит под автодорогой, в деревне Козлово на ручье организован пруд. Водоток непостоянный, на нескольких участках река пересыхающая. Впадает в реку Утяк севернее села Митино. В устье образует рукав организованного на Утяке Митинского водохранилища. 